# Раевка (Телегинский сельсовет)
Раевка — село в Колышлейском районе Пензенской области России. Входит в состав Телегинского сельсовета.

## География
Село находится в южной части Пензенской области, в пределах западного склона Приволжской возвышенности, в лесостепной зоне, на левом берегу реки Хопёр, к западу от автодороги 58К-359, на расстоянии примерно 16 километров (по прямой) к северу от посёлка городского типа Колышлей, административного центра района. Абсолютная высота — 179 метров над уровнем моря.

### Климат
Климат характеризуется как умеренно континентальный, с тёплым летом и умеренно холодной продолжительной зимой. Средняя температура воздуха самого холодного месяца (января) составляет −13,2 °C; самого тёплого месяца (июля) — 17 °C. Годовое количество атмосферных осадков — 600 мм, из которых большая часть выпадает в тёплый период.

### Часовой пояс
Село Раевка, как и вся Пензенская область, находится в часовой зоне МСК (московское время). Смещение применяемого времени относительно UTC составляет +3:00.

## Население
| 1785 | 1795 | 1859 | 1889 | 1911 | 1926 | 1939 |
| ---- | ---- | ---- | ---- | ---- | ---- | ---- |
| 126  | ↘116 | ↗305 | ↗453 | ↗624 | ↗759 | ↘611 |
| 1959 | 1979 | 1989 | 1996 | 2002 | 2010 |      |
| ↘218 | ↘149 | ↗175 | ↘46  | ↘34  | ↘28  |      |

### Национальный состав
Согласно результатам переписи 2002 года, в национальной структуре населения русские составляли 94 %.